# 高頭仁兵衛
高頭 仁兵衛（たかとうじんべえ/にへえ、1877年5月20日 - 1958年4月6日）は、明治から昭和にかけての登山家、地主、実業家。仁兵衛は高頭家当主の代々の名乗りで、歴代との区別のため「山の仁兵衛」とも称される。本名は式（しょく）、字は義明、号は海峰。

## 来歴
1877年（明治10年）5月20日、新潟県三島郡深沢村（現在の長岡市）の豪農である父・清蔵義宗と母・リクの長男として生まれる。幼名は式太郎（しょくたろう）。始祖藤原高藤から37代目、中興の祖である高遠宗朝（信州高遠に由来）から16代目、初代仁兵衛義清から9代目、牧野忠精に謁見し名字帯刀を許され高頭姓を名乗った仁兵衛義章から5代目となる。高頭家は代々長岡藩川西組の庄屋を務めた家系で多額納税者でもあり、祖父義直は当時県内で貴族院の互選資格を持つ15人のうちの1人であった。広大な土地を所有しており、その中には現在の長岡カントリークラブや国営越後丘陵公園、長岡ニュータウン、長岡西部丘陵工業団地一帯も含まれ、高頭町の地名として名残りを残している。『新潟県史』や『新潟県大地主名簿』には1901年（明治34年）の時点で所有田畑141町歩とある。
学問肌の家系で、父の創立した深沢小学校に通う傍ら、漢学や詩学を始めとして祖父母から様々な教育や習い事の手ほどきを受けた。父が式太郎のために漢詩文を集めた備忘録のような本を作り、これは後に自著を起こす際の発想の基となった。幼少期は生来身体が弱かったが、塙保己一の伝記から着想を得て、片貝高等小学校までの通学のため毎日往復3里（約12km）の歩行をすることで健康を取り戻した。そこで出会った恩師・大平晟の指導で登山に目覚める。特に1889年（明治22年）に13歳で大平と共に弥彦山に登った時に見た山頂からの眺めに感銘を受けたのが山の魅力に取り憑かれたきっかけとされる。
1892年（明治25年）16歳の時、片貝まつりの花火を製造中に爆発、右手と両目に大怪我を負った。治療のため上京し、1895年（明治28年）には二松学舎に入学、塾長で漢学者の三島中洲宅に寄宿して学んだ。この頃に出版された志賀重昂の『日本風景論』に書かれた「登山の気風を興作すべし」との思想にも大いに影響を受けた。
1896年（明治29年）に父の死により19歳で家督を相続。翌1897年（明治30年）、北蒲原郡の豪農・市島徳次郎の二女レイ子と結婚。嫁入りで持参した衣装を収めるために新しく三階建ての蔵が作られ、人力車の仕立てられた花嫁行列は長岡駅から途切れることがなく、祝宴は一週間続いたという。子宝には恵まれず、末弟の當五郎を養子とした。この年には身体修養・精神鍛錬のため富士山、苗場山に登るなどしたが、登山という行為に理解がない時代ということもあり、当主の身の危険を案ずる（山に棲む大蛇や狼に襲われると信じていた）分家の長老が大変に騒ぎ、登山を控えるよう懇願されるものの、その後も峻嶮で知られる八海山に登ったところ、ついには長老や番頭らから頼まれた母から直々に登山を禁じられてしまう。
しかし山に対する情熱は失われず、これをきっかけに地理書・紀行書・和歌・詩や文集など山に関するあらゆる資料（書籍3万冊、地図2千枚）を蔵一杯に蒐集し、調査研究に没頭するようになる。それらを元に自作の妙録（百科事典）の制作を思い立ち、和紙に毛筆で書き上げた800枚を超える『日本名山鈔』と題した原稿を1903年（明治36年）冬に完成させ、雑誌太陽を通じて連絡をとった志賀重昂の元を訪れ（大竹貫一の紹介ともいう）、そこで紹介された小島烏水と知り合うと、内容の正確さ・資料の膨大さに驚いた小島は編集作業への協力を快諾し、校正や増補作業が進められた。完成した原稿は小島の勧めで『日本山嶽志』と名付けられ、高頭と同郷の大橋新太郎が社長を務める博文館から1906年（明治39年）2月に刊行された。印刷は秀栄舎、販売は東京堂が担当し、本文は全1,360ページに及び、山の位置・ルート・標高・展望といった地理情報は元より、渓流、動植物、歴史や伝説までも網羅されており、地質構造や登山に必要な諸技術についても記され、地図・写真30枚、木版イラスト163図を含み、2,130座の山々を網羅する大書であった。定価2円。当時の登山人口などから予定発行部数は500部と目されていたが、自費出版の強みで3,000部を刊行すると、本邦初の本格的な山の百科事典として好評を博し、日本の登山黎明期におけるバイブル的なポジションとして多くの岳人たちによって愛読された。初版のうち1,000部は各地の図書館や学校などに寄贈された。また4部の特装本が作られ、皇室、閑院宮載仁親王家、妻レイの生家の市島家、および高頭家で保管された。巻頭の題辞は当時地学協会会長だった榎本武揚が梁川の号で「仁者楽山」と揮毫した。序文は三島中洲が手掛けている。文豪の深田久弥は著書『日本百名山』の中で、「ある山のことを書こうとする時、私はまずこの本を広げる。この本に出てこない山は殆ど無いと言っていい」と記した。
『日本山嶽志』の出版に先立つ1905年（明治38年）10月14日、飯田河岸の料亭富士見楼2階で「山岳会」（後の日本山岳会）が結成された。発起人は城数馬（弁護士・東京市議会議員、当時41歳、後の会員番号1番）、小島烏水（銀行員兼編集記者・文筆家、31歳、会員番号2番、後の会長制移行後の初代会長）、高野鷹蔵（東京帝国大学理科の蝶類研究者、21歳、会員番号3番）、高頭仁兵衛（28歳、会員番号4番）、武田久吉（東京外国語大学学生、22歳、会員番号5番）、梅沢親光（東京帝国大学の物理学者、20歳、会員番号6番）、山川（河田）黙（東京帝国大学の植物研究者、21歳、会員番号7番）の7人で、母体となる日本博物学同志会のメンバーが中心となっていた。会の連絡先が城の事務所に置かれるまでの最初の窓口として、西片町にある高頭の寓居が用いられた。新田次郎の小説『劒岳 点の記』では主人公・柴崎のライバル、小島の所属する山岳会の設立経緯の説明の下りで高頭にも言及されている。
高頭は会の運営が軌道に乗るまでの約束として年会費が1人1円の時代に毎年1,000人分の年会費納入を向こう10年間保証し、初期の山岳会を資金面から全面的にバックアップした。もしもの時のために会を受取人とした1万円の養老保険も掛けており、実際にはこの高額寄付は18年間続いたが、これらのことは後年になるまで一般の会員には秘密とされていた。郷土の人にも盛んに入会を呼び掛け、恩師の大平も会員となるなどした。1907年（明治40年）3月の最初の会員名簿に記された418人のうち110人が越後人で占められ、地方別で見た際には東京に次ぐ2位の規模を誇ったが、この多くは高頭の人脈であったという。また会の機関誌『山岳』の編集に際して責任をもってこれにあたり、発行人（編集長）を初期から28年間務めた。登山禁止の令が解かれた後は小島らと共に各地の山を登り、日本アルプスの探検登山の中心人物となった。様々な主義主張のある会員の中にあって調整役として腐心し、議論に耳を傾け、不合理でない限りは反対せず、黙々と会務などを通じて縁の下を支えた（自著では日本山岳会事務員と称した）。地方出身でありながら在京メンバー以上に積極的に会務に関わり、関東大震災の後は会の事務所を深沢村の自宅に登録するなど協力を惜しまなかった。功労者であるにもかかわらず自慢話などはせず控えめな性格で、こうした高頭のことを武田久吉は「越後人特有の粘りと我慢の気質であろうか」と評している。1933年（昭和8年）には小島の後を継いで日本山岳会の第2代会長に就任。1935年（昭和10年）には同会の名誉会員に選ばれている。
1901年（明治34年）、産業組合法に基づいて深沢信用組合を創立。
1915年（大正4年）7月18日、銀山平から只見川に沿って遡上し、大白沢の不動滝上部から尾根を通って平ヶ岳に登頂（2023年現在ここに登山道は無い）。機関誌『山岳』第10年第3号に「平ヶ嶽登攀記」として登山記録を寄稿、存在を世に広く知らしめた。同じ年、深沢図書館の創立資金を拠出し、蔵書1,300冊を贈った。
1917年（大正6年）に長岡市初の公営図書館・互尊文庫の竣工の際には、かつて集めた蔵書などを含む図書1万8,800冊を寄贈した（開館は1918年。後に長岡空襲で焼失）。
1920年（大正9年）、『日本太陽暦年表』上巻発行（高頭式名義）。下巻は翌1921年（大正10年）発行。扉で「謹んでこの書を深沢神社の祭典費に奉る」と印した。
1925年（大正14年）、積善館から『御国の咄し』1巻発行（高頭義明名義）。
1927年（昭和2年）には、平野秀吉の『日本アルプス登山案内記』に序文を寄せた。
1935年（昭和10年）、高頭が中心となり苗場山の山頂に大平晟のレリーフを設置（制作は羽下修三（羽下大化））。1940年（昭和15年）には日本山岳会の事業として苗場山の神楽ヶ峰に「天下之霊観」の碑を設置。
1946年（昭和21年）、関西支部に次ぐ日本山岳会の戦後2番目の地方支部として日本山岳会越後支部を設立、顧問に就任。会報の「越後山岳」の題字を揮毫した。
1950年（昭和25年）、日本山岳会越後支部によって新潟県の弥彦山山頂に顕彰碑（高頭仁兵衛翁寿像碑）が建てられた（1960年に多宝山との鞍部の大平遊園に移築）。寿像は羽下大化、碑文は武田久吉による。レリーフが南向きなのは、故郷の深沢村を見渡すためとも、また苗場山頂の大平晟碑を南望できるためとも言われる。
1958年（昭和33年）4月6日、自宅にて没。享年81歳。大音院釈長光位。菩提は故郷の深沢にある正林寺。生涯を郷土の発展と山岳振興に費やし、手元には何も残らなかったという。『御国の咄』の書き出しでは、「先祖から伝わりました家宝を売りましたり、家屋を壊しましたり致しまするから、それが訛りまして破家（ばか）となりましたものと確信を致して居りまする」と述懐している。個人の遺徳を偲んで毎年7月25日に「高頭祭」が開かれている（弥彦山たいまつ登山祭と同日程）。
辞世の句は「三山を持ちてゆきたし死出の旅」。
高頭の邸宅は翠松館とも称し、一時期は旅館「山岳」として営業なども行われたが、戦後の農地解放で財産は没収、敷地の一部は自治体に寄付され、現在は長岡市の河内公園として整備されている。1955年（昭和30年）には地元住民によって邸宅前の苗字塚に頌徳碑が作られた（碑文は石黒忠篤による）後、公園の整備に合わせて公園内に移された。最寄りは信越本線・来迎寺駅。

### 主な著作[6][7]
- 日本山嶽志

- 日本太陽暦年表

- 御国の咄し

など。日本山嶽志は1970年に復刻版が出版されている。また日本山岳会の100周年記念で『新日本山岳誌』が作られ、その後も改訂を重ねている。